# Benjamin (futebolista de areia)
Benjamin Pereira da Silva, mais conhecido como Benjamin (Rio de Janeiro, 29 de Maio de 1969), é um futebolista de praia brasileiro, que joga como atacante.
Atualmente ele joga pelo Copacabana Praia Clube.

## Conquistas

### Seleção Brasileira
- Campeão FIFA Beach Soccer World Cup: 2006, 2007, 2008, 2009

- Campeão eliminatórias FIFA Beach Soccer World Cup: 2005, 2006, 2008, 2009, 2011

- Campeão Mundialito de Futebol de Praia: 1999, 2001, 2004, 2005, 2010, 2011

### Individuais
- 3o melhor jogador FIFA Beach Soccer World Cup: 2009

- 2o melhor jogador FIFA Beach Soccer World Cup: 2006, 2008

- 2o maior artilheiro FIFA Beach Soccer World Cup: 2006